# Attaque du centre commercial Westgate
Pour les articles homonymes, voir Attentat de Nairobi.
L'attaque du centre commercial Westgate est une attaque terroriste perpétrée du samedi 21 septembre 2013 au mardi 24 septembre 2013 dans le centre commercial Westgate à Nairobi (Kenya), tuant 68 personnes, selon la Croix-Rouge kényane, et en blessant plus de 200 autres. Le groupe islamiste al-Shabaab revendique ces attaques qu'il présente comme une riposte aux actions menées en Somalie par l'armée kényane.

## Déroulement

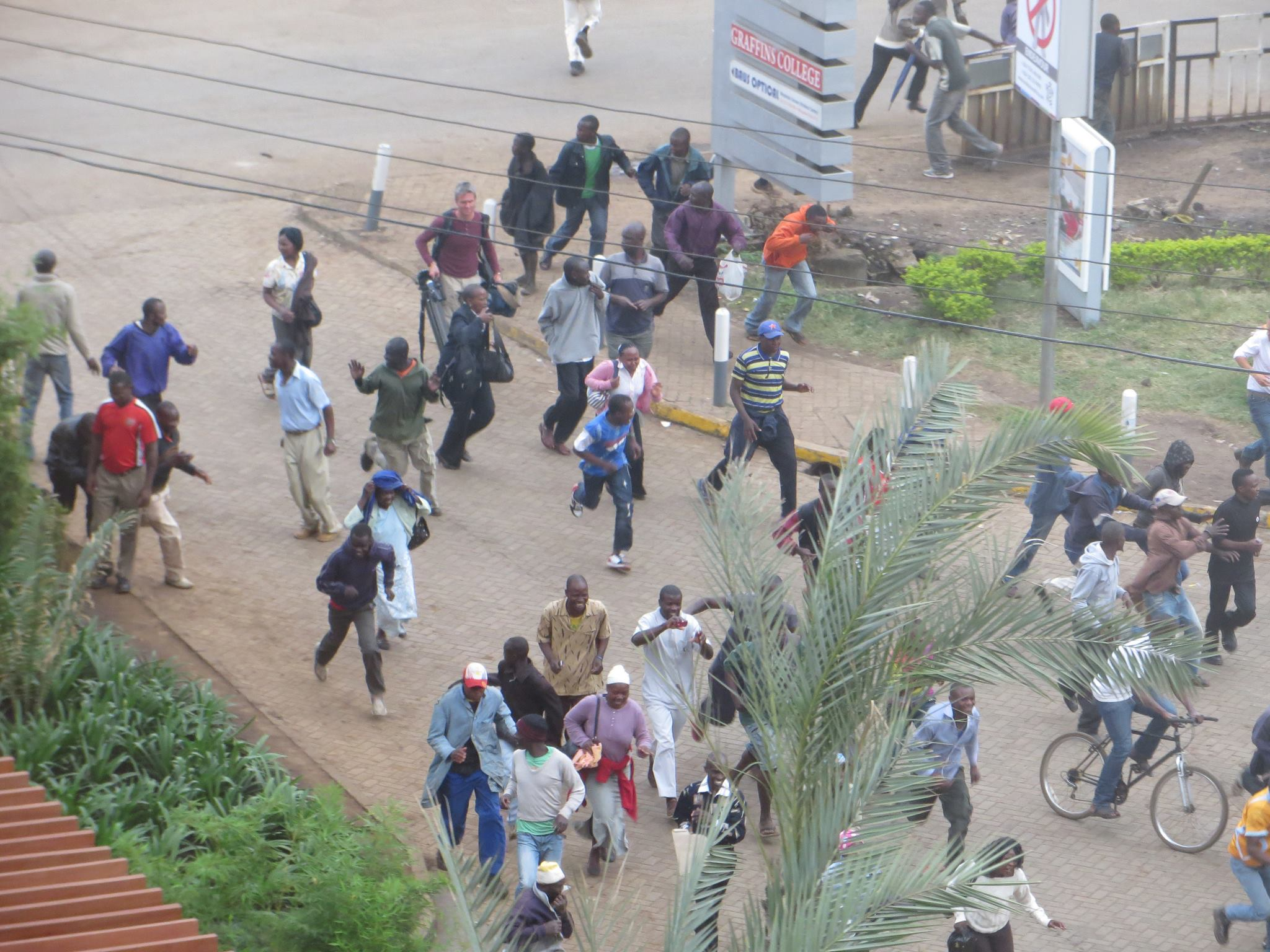
Foule fuyant les environs du centre commercial lors d'une fusillade.

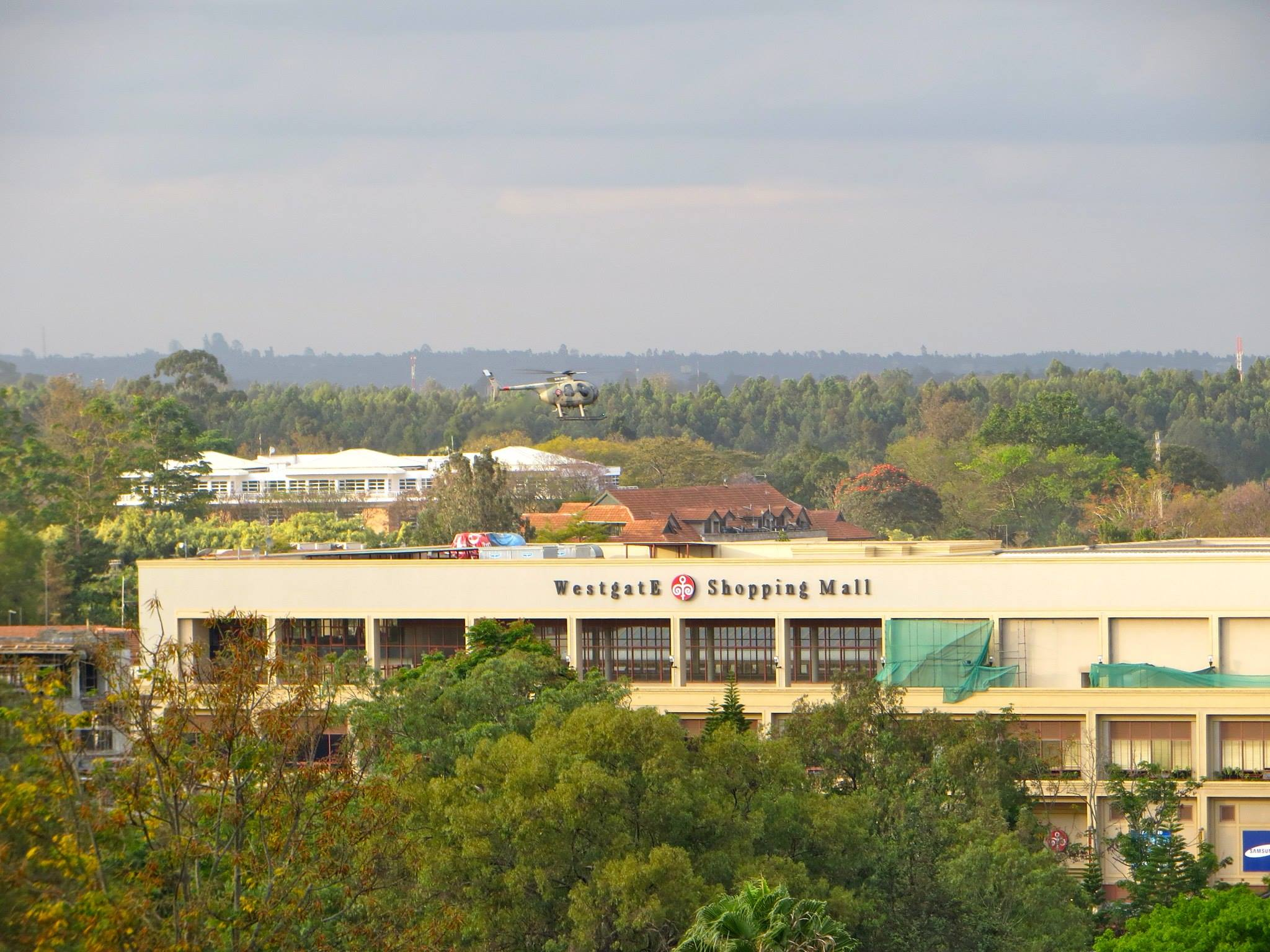
Un Hughes MD 500 Defender des forces de défense kényanes au-dessus du centre Wesgate.

L'attaque survient le 21 septembre 2013 dans le centre commercial de luxe Westgate,. Des jihadistes équipés d'armes automatiques (fusils d'assaut type AK-47) et selon les témoins, de grenades anti-personnel, ouvrent le feu sur la foule avant de se retrancher dans certaines parties du centre commercial avec des otages. Un des assaillants est blessé puis arrêté après l'attaque. L'attaque est revendiquée le soir même par le groupe djihadiste d'origine somalienne Harakat al-Chabab al-Moudjahidin en représailles à l'intervention militaire du Kenya en Somalie.
Les forces de sécurité kényanes (armées notamment de fusils d'assaut Type 56) interviennent, font le siège du centre commercial où se retranchent les terroristes, sous le couvert d'otages, au nombre indéterminé. Les combats continuent les 22 et 23 septembre, durant lesquels les forces de sécurité progressent lentement dans le bâtiment de quatre étages. Au soir, selon le ministre de l'intérieur du Kenya, la situation est sous le contrôle des autorités et ne devrait pas tarder à se dénouer.
Des tirs et des explosions se faisaient néanmoins encore entendre dans le bâtiment le lendemain. Au soir du mardi 24 septembre, le président kényan annonce que le commando terroriste a été neutralisé. Il confirme un bilan humain de 61 victimes civiles, bilan susceptible de s'alourdir, de 6 membres des forces de sécurité et de 5 terroristes abattus. 11 autres terroristes ont été capturés. 3 jours de deuil national sont par ailleurs décrétés.

## Victimes
Le bilan fait état d'au moins 68 personnes tuées, selon la Croix-Rouge kényane, et 175 autres blessées tandis que plus de 60 personnes sont portées disparues au 24 septembre. Des témoins rapportent que 50 cadavres sont entassés dans le hall. Également, 36 personnes ont été prises en otage au supermarché et dans la bijouterie ; d'autres témoins rapportent avoir aperçu plus d'une douzaine de blessés. Un hôpital local rapporte avoir été débordé par le nombre de blessés ayant franchi ses portes. Al-Shabaab revendique la tuerie de plus d'une centaine de Kényans,. D'après les Shebab, 137 otages ont été tués.
De nombreuses autres personnes étrangères au pays ont également été tuées dont : six citoyens britanniques, deux Françaises, deux Canadiens, le poète ghanéen Kofi Awoonor, une Chinoise, une Sud-Coréenne, une femme néerlandaise et son mari d'origine australienne, le médecin péruvien de l'UNICEF Juan Jesús Ortiz et un Sud-Africain, notamment.

## Les assaillants
Au début de l'attaque, les autorités kényanes estimaient que les assaillants étaient entre dix et quinze, mais le 4 octobre la police kényane déclare que « De ce que nous avons maintenant, qui ressort de l'enquête, le nombre des attaquants était entre quatre et six. » Ils font probablement partie de la frange internationaliste de l'organisation terroriste Al-Shabaab qui a revendiqué leur action. On compte en effet parmi eux, selon une déclaration de la ministre des affaires étrangères du Kenya, Amina Mohamed, deux ou trois Américains d'origine arabe ou somalienne et une Britannique. Cette dernière pourrait être Samantha Lewthwaite, la veuve de l'un des kamikazes des attentats de Londres en 2005. Sa présence parmi les assaillants, ainsi que celle d'étrangers, a toutefois été démentie par les Shebab. Le 4 octobre, le porte-parole de la police kényane déclare que tous les assaillants étaient des hommes.
Trois des Shebab sont identifiés, dont deux Somaliens ; Abu Baraal Al Sudani et Khatab Ali Khane, et un Kényan d'origine somalienne ; Omar Nabhan.
Parmi les terroristes, l'un aurait été capturé rapidement. Trois autres seraient morts au cours des affrontements avec l'armée kényane. Un noyau résistait encore au matin du 24 septembre 2013.

## Réactions

### Réactions nationales
Après le massacre, le président Uhuru Kenyatta fait une allocution télévisée et se dit meurtri par cette tuerie ; il annonce également sa volonté de traquer ces « terroristes »,. Le sénateur Billow Kerrow du comté de Mandera (Nairobi) explique : « il est trop tôt pour déterminer qui sont réellement ces personnes, mais tout ce que nous savons, c'est qu'ils s'expriment en swahili. Ce sont des gens qui savent ce qu'ils font, et qui sont bien organisés. »

### Réactions internationales
- Argentine – Le ministre des affaires étrangères argentin[31] condamne fermement cet « acte barbare » et exprime ses « condoléances au gouvernement kényan et aux victimes[32]. »
- Canada – Le premier ministre Stephen Harper annonce que « le Canada condamne au plus haut point cet acte lâche et méprisable, qui ne visait apparemment que de pauvres innocents qui ne faisaient rien d'autre que leur shopping[33]. »
- Chili – Le ministre des affaires étrangères chilien condamne ces attaques et « le gouvernement chilien exprime sa plus profonde sympathie au gouvernement et aux Kényians pour cette perte irréparable de vies humaines, et sa solidarité envers les victimes et aux proches familles[34]. »
- Colombie – Le ministre des affaires étrangères colombien, lors d'une interview explique : « le gouvernement colombien condamne fermement cette tuerie terroriste perpétrée par le groupe islamiste Al-Shabaab » et exprime également sa « profonde solidarité envers le gouvernement kényan. » Il fait également ses « condoléances aux familles des victimes[35]. »
- États-Unis – Le président Barack Obama a appelé Uhuru Kenyatta au lendemain de la tuerie pour exprimer ses condoléances[36].
- France – Le président François Hollande condamne cette « attaque lâche[18]. »
- Iran – La porte-parole iranienne Marzieh Afkham condamne fermement ces attaques, et exprime ses condoléances aux familles[37].
- Israël - Le premier ministre israélien Benjamin Netanyahou exprime sa sympathie envers le peuple kényan tandis que des experts israéliens apporteraient leur soutien aux forces kényanes[38],[39].
- Maroc – Mohamed VI affirme avoir appris avec « une profonde émotion et une vive indignation » l’agression terroriste ayant ciblé le centre commercial de Westgate à Nairobi, faisant plusieurs victimes innocentes. Le roi a réitéré au président kényan l'expression de sa solidarité et sa sympathie et a présenté ses condoléances aux familles des victimes ainsi qu'un prompt rétablissement aux blessés.« Réaction du Maroc[40]. »